# SN 2010ab
SN 2010ab – supernowa typu II odkryta 11 lutego 2010 roku w galaktyce M+12-09-56. W momencie odkrycia miała maksymalną jasność 18,30m.